# Jean Sirmond
Jean Sirmond o de Sirmondz (Riom, 1589 – Riom, 1649) è stato un poeta e storiografo francese. 
Nominato storiografo di corte di Luigi XIII per intercessione del cardinale Richelieu, che lo considerava uno dei migliori scrittori dell'epoca, fu membro dell'Académie française, nella quale occupò per primo il seggio numero 16.

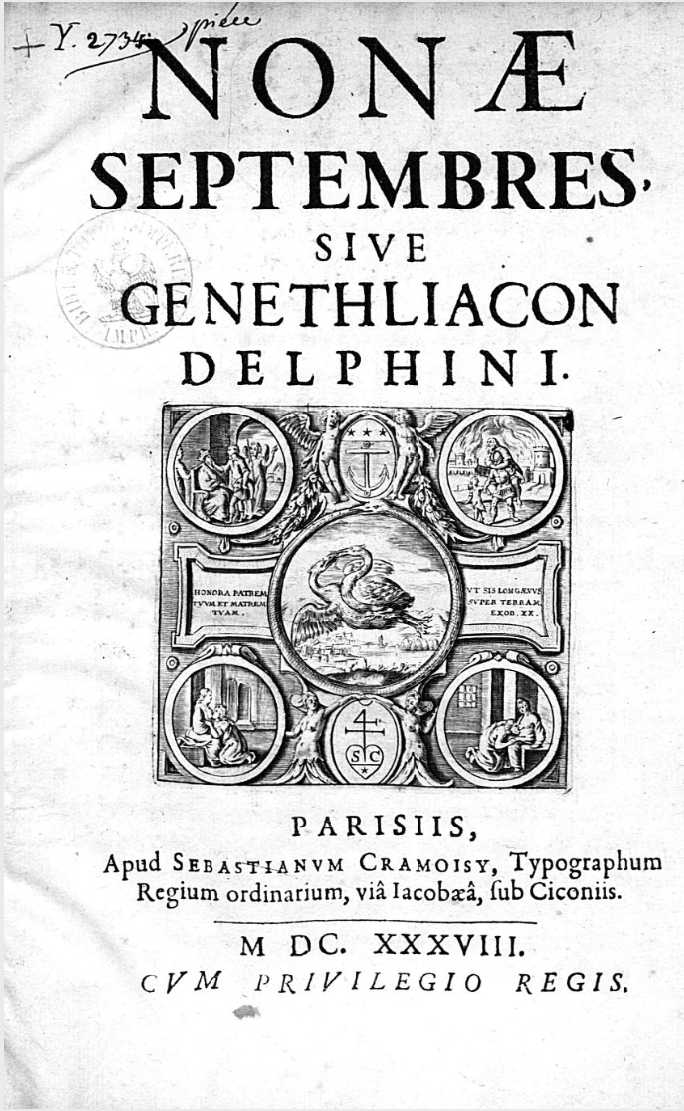

## Biografia
Sirmond è noto principalmente per la sua polemica con Mathieu de Morgues, che sosteneva Maria de Medici e si opponeva a Richelieu. Per quest'ultimo, Sirmond scrisse varie opere usando pseudonimi come Giulio Pomponio Dolabella, Sieur des Montagnes o Duc de Sabin. A questi scritti de Morgues rispose a più riprese, fra l'altro dedicandogli un pamphlet intitolato L'Ambassadeur chimerique ou Le chercheur de duppes du Cardinal de Richelieu. La polemica si concluse quando, alla morte di Luigi XIII e di Richelieu la reggenza passò ad Anna d'Austria, che gli negò il privilegio di dare alle stampe l'ultima controreplica. Sirmond si ritirò così in Alvernia.
Durante la sua permanenza a Parigi, Sirmond collaborò alla stesura delle bozze degli statuti dell'Académie française, nella quale occupò per primo il seggio numero 16.

### Produzione letteraria
Sirmond fu autore di diversi scritti in francese, fra i quali la Vita del Cardinale Amboise, e di alcune poesie in latino, pubblicati postumi dal figlio nel 1653. Lo scrittore francese Paul Pellisson-Fontanier, secondo il quale "il suo stile è forte e maschio, e non manca di ornamenti", gli tributò quest'omaggio:
(Paul Pellisson-Fontanier, Histoire de l'Académie françoise, 1743)

## Opere
- Les Bons et Vrays Advis du François fidelle. Aux Mal-contans retirez de la Cour
- La Pitarchie française ou réponse aux vaines plaintes des malcontens (1615)
- Discours au Roy sur l'excellence de ses vertus incomparables et de ses actions héroïques (1624)
- La Lettre déchiffrée (1627), elogio de Richelieu.
- Advertissement aux provinces sur les nouveaux mouvemens du royaume (1631)
- La Vie du Cardinal d'Amboise, en suite de laquelle sont traictez quelques poincts sur les affaires présentes (1631)
- Le Coup d'estat de Louys XIII (1631), scritto a sostegno di Richelieu[1]
- La Défense du roi et de ses ministres contre le manifeste que sous le nom de Monsieur on fait courre parmi le peuple (1631)
- L'Homme du pape et du roy, ou Réparties véritables sur les imputations calomnieuses d'un libelle diffamatoire semé contre sa Sainteté et sa Majesté très-chrestienne (1634)
- Le Souhait du Cid en faveur de Scudéri : une paire de lunettes pour faire mieux ses observations (1637), documenti della polemica su Le Cid.
- La Chimère deffaicte, ou Réfutation d'un libelle séditieux tendant à troubler l'Estat, sous pretexte d'y prévenir un schisme (1640)